# Городское поселение Шаховская
Городское поселение Шаховска́я — упразднённое в 2015 году муниципальное образование в Шаховском районе Московской области России. Административный центр — рабочий посёлок Шаховская.
Глава городского поселения Шаховская — Гаджиев Замир Агарзаевич. Председатель Совета депутатов — Клепикова Татьяна Викторовна.

## История
Образовано в 2006 году в ходе Муниципальной реформы в соответствии с Законом Московской области от 28 февраля 2005 г. № 62/2005-ОЗ «О статусе и границах Шаховского муниципального района и вновь образованных в его составе муниципальных образований». В состав поселения вошли территории рабочего посёлка Шаховская и 9 населённых пунктов позже упразднённых Судисловского, Белоколпского и Волочановского сельских округов.
Законом Московской области от 26 октября 2015 года № 178/2015-ОЗ «Об организации местного самоуправления на территории Шаховского муниципального района» городское поселение Шаховская, равно как и другие внутрирайонные муниципальные образования, было упразднено, а все населённые пункты поселения вошли в состав вновь образованного на территории района городского округа Шаховская.

## География
Муниципальное образование располагалось в центральной части Шаховского района.
Граничило на севере с сельским поселением Раменское, на юге — с сельским поселением Степаньковское.
Площадь территории — 3869 га.

## Население
| 2006    | 2007    | 2008    | 2009    | 2010    | 2011    | 2012    |
| ------- | ------- | ------- | ------- | ------- | ------- | ------- |
| 11 236  | ↗11 331 | ↘11 276 | ↘11 243 | ↗11 530 | ↗11 545 | →11 545 |
| 2013    | 2014    | 2015    |         |         |         |         |
| ↘11 520 | ↗11 561 | ↗11 610 |         |         |         |         |

## Состав городского поселения
| №  | Населённый пункт | Тип населённого пункта                  | Население |
| -- | ---------------- | --------------------------------------- | --------- |
| 1  | Гаврино          | деревня                                 | ↗49       |
| 2  | Жилые Горы       | деревня                                 | ↗29       |
| 3  | Лобаново         | деревня                                 | ↘113      |
| 4  | Малое Судислово  | деревня                                 | ↘11       |
| 5  | Павловское       | деревня                                 | ↗14       |
| 6  | Софьино          | деревня                                 | ↗5        |
| 7  | Судислово        | деревня                                 | ↘515      |
| 8  | Шаховская        | рабочий посёлок, административный центр | ↗12 729   |
| 9  | Шестаково        | деревня                                 | ↗43       |
| 10 | Юрьево           | деревня                                 | ↗23       |

## Структура органов местного самоуправления
В структуру органов местного самоуправления городского поселения Шаховская входят глава городского поселения Шаховская, Администрация городского поселения Шаховская и Совет депутатов городского поселения Шаховская.

### Законодательство
- Закон Московской области «О статусе и границах Шаховского муниципального района и вновь образованных в его составе муниципальных образований» от 16 февраля 2005 г. № 6/129-П